# Club Atlético Independiente
Club Atlético Independiente (phát âm tiếng Tây Ban Nha: [ˈkluβ aˈtletiko indepenˈdjente]) là một câu lạc bộ thể thao chuyên nghiệp của Argentina có trụ sở và sân vận động chính nằm tại thành phố Avellaneda thuộc Vùng đô thị Buenos Aires. Nổi tiếng nhất chính là bóng đá khi Club Atlético Independiente thi đấu tại Giải bóng đá vô địch quốc gia Argentina và được coi là câu lạc bộ bóng đá nằm trong nhóm Big Five của Argentina. Trận đấu của câu lạc bộ này với người láng giềng Racing Club được coi là Trận derby Avellaneda hay còn gọi là El Clásico của Avellaneda.

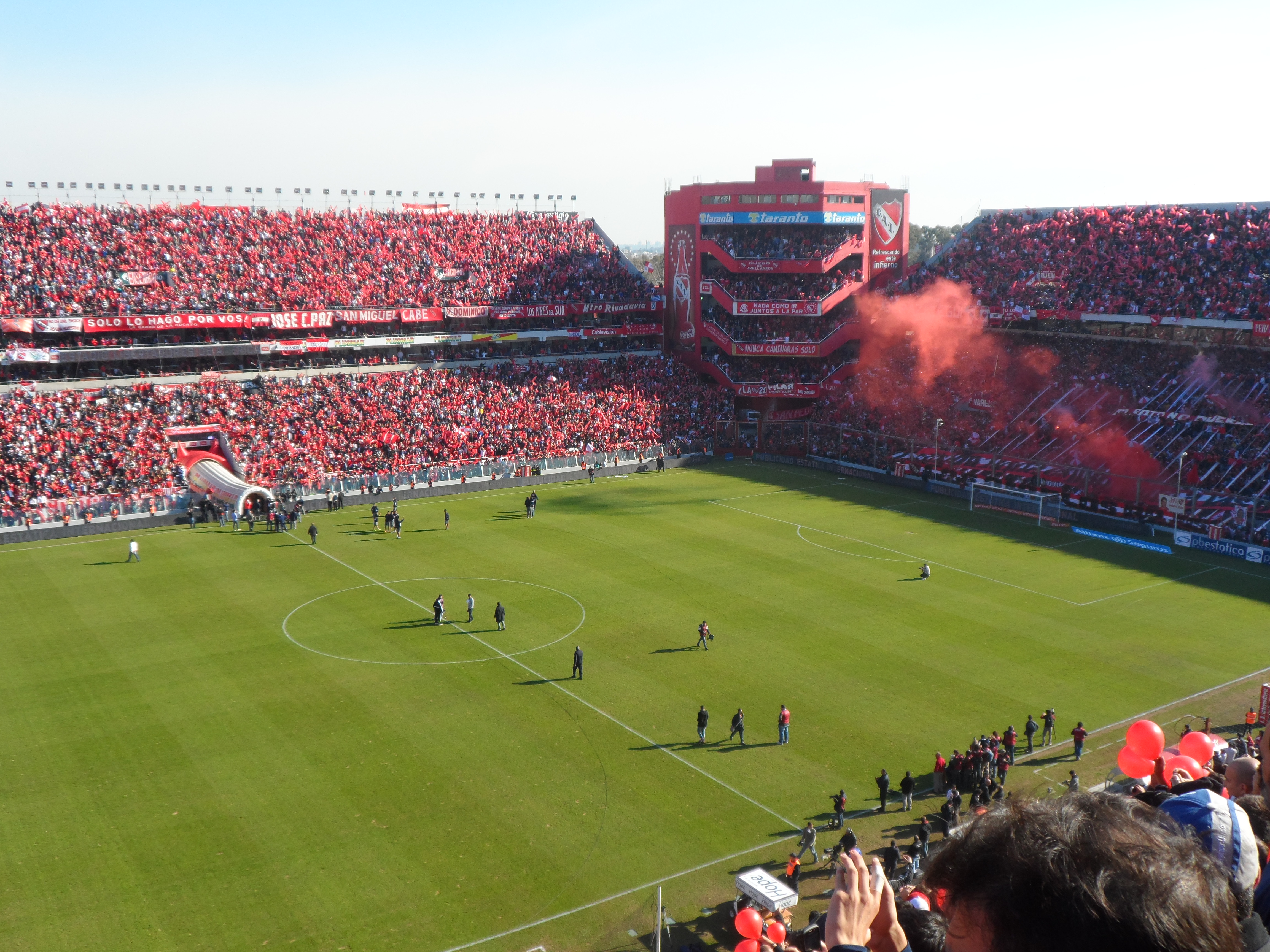

Independiente chính thức được thành lập vào ngày 1 tháng 1 năm 1905 mặc dù tổ chức này đã được thành lập vào ngày 4 tháng 8 năm 1904 và đã chơi ở giải hạng nhất của Argentina. Khởi nguồn từ Monserrat, một khu phố lịch sử của Buenos Aires, câu lạc bộ chuyển đến Avellaneda vào năm 1907. Independiente đã giành được tổng cộng 16 danh hiệu Primera División (danh hiệu gần đây nhất giành được là từ năm Apertura 2002), 9 cúp quốc gia.
Trên đấu trường quốc tế, câu lạc bộ này đã giành được 20 danh hiệu, trong đó 18 danh hiệu từ CONMEBOL. Trong số các danh hiệu này phải kể đến thành tích 7 lần vô địch Copa Libertadores, là câu lạc bộ nhiều nhất vô địch giải đấu này, bốn lần liên tiếp vô địch (từ năm 1972 đến 1975). Ngoài ra, câu lạc bộ cũng đã ba lần vô địch Copa Interamericana, hai Supercopa Sudamericana, một Recopa Sudamericana, hai Cúp liên lục địa (1973 và 1984), hai Copa Sudamericana (năm 2010 và 2017). Danh hiệu mới nhất câu lạc bộ này giành được là Suruga Bank Championship 2018. Một số danh hiệu quốc tế khác của đội bóng như hai lần vô địch Copa Aldao, một giải đấu giữa các nhà vô địch quốc gia của Argentina và Uruguay.
Các bộ môn thể thao khác mà câu lạc bộ này hoạt động bao gồm điền kinh, bóng rổ, quyền anh, cờ vua, khúc côn cầu, futsal, bóng ném, thể dục dụng cụ, võ thuật, Pilates, trượt patin, lặn, bơi lội, tennis, bóng chuyền, bóng nước và yoga.